# Szaturnusz-díj a legjobb televíziós színésznek
A legjobb televíziós színésznek járó Szaturnusz-díjat évente adja át az Academy of Science Fiction, Fantasy & Horror Films szervezet. A díjjal a televíziós sci-fi, fantasy és horror-szerepléseket jutalmazzák, az 1997-es, 23. díjátadó óta.
A legtöbb esetben, öt jelölésből háromszor David Boreanaz, valamint négy jelölésből szintén háromszor Patrick Stewart nyerte el a díjat. Ben Browder (Csillagközi szökevények), Bryan Cranston (Breaking Bad – Totál szívás), Matthew Fox (Lost – Eltűntek) valamint Andrew Lincoln (The Walking Dead) két-két alkalommal bizonyult a legjobbnak a kategóriában.
A legtöbb, összesen nyolc jelölést Richard Dean Anderson és Michael C. Hall szerezte meg, ebből egy-egy alkalommal vihették át a díjakat. Sam Heughant és Andrew Lincolnt hétszer jelöltek ebben a kategóriában, míg Heughan egy, addig Lincoln két győzelmet tudhatnak magáénak.
A 45. és 47. díjátadón ketté választották: kábel / hálózatra és streamingre.

## Győztesek és jelöltek
(MEGJEGYZÉS: Az Év oszlop az adott művek megjelenési évére utal, a tényleges díjátadó ceremóniát a következő évben rendezték meg.)
  Győztes színész

### 1980-as évek
| Év            | Színész | Színész         | Szerep          | Magyar cím                | Eredeti cím                    |
| 1988 16. gála |         |                 |                 |                           |                                |
| ------------- | ------- | --------------- | --------------- | ------------------------- | ------------------------------ |
| 1988 16. gála |         | Patrick Stewart | Jean-Luc Picard | Star Trek: Az új nemzedék | Star Trek: The Next Generation |

### 1990-es évek
| Év                    | Színész               | Színész                 | Szerep                     | Magyar cím                          | Eredeti cím   |
| 1996 23. gála         |                       |                         |                            |                                     |               |
| --------------------- | --------------------- | ----------------------- | -------------------------- | ----------------------------------- | ------------- |
| 1996 23. gála         |                       | Kyle Chandler           | Gary Hobson                | A kiválasztott – Az amerikai látnok | Early Edition |
| 1996 23. gála         | Avery Brooks          | Benjamin Sisko          | Star Trek: Deep Space Nine | Star Trek: Deep Space Nine          |               |
| 1996 23. gála         | Eric Close            | John Loengard           |                            | Dark Skies                          |               |
| 1996 23. gála         | David Duchovny        | Fox Mulder              | X-akták                    | The X-Files                         |               |
| 1996 23. gála         | Lance Henriksen       | Frank Black             | Millennium                 | Millennium                          |               |
| 1996 23. gála         | Paul McGann           | Doctor                  | Ki vagy, doki?             | Doctor Who                          |               |
| 1997 24. gála         |                       |                         |                            |                                     |               |
|                       | Steven Weber          | Jack Torrance           | Ragyogás                   | The Shining                         |               |
| Richard Dean Anderson | Jack O’Neill          | Csillagkapu             | Stargate SG-1              |                                     |               |
| Nicholas Brendon      | Xander Harris         | Buffy, a vámpírok réme  | Buffy the Vampire Slayer   |                                     |               |
| John Corbett          | Adam MacArthur        |                         | The Visitor                |                                     |               |
| David Duchovny        | Fox Mulder            | X-akták                 | The X-Files                |                                     |               |
| Michael T. Weiss      | Jarod                 | A Kaméleon              | The Pretender              |                                     |               |
| 1998 25. gála         |                       |                         |                            |                                     |               |
|                       | Richard Dean Anderson | Jack O’Neill            | Csillagkapu                | Stargate SG-1                       |               |
| Nicholas Brendon      | Xander Harris         | Buffy, a vámpírok réme  | Buffy the Vampire Slayer   |                                     |               |
| Bruce Boxleitner      | John Sheridan         | Babylon 5               | Babylon 5                  |                                     |               |
| David Duchovny        | Fox Mulder            | X-akták                 | The X-Files                |                                     |               |
| Lance Henriksen       | Frank Black           | Millennium              | Millennium                 |                                     |               |
| Jonathan LaPaglia     | Frank Parker          | Seven Days – Az időkapu | Seven Days                 |                                     |               |
| 1999 26. gála         |                       |                         |                            |                                     |               |
|                       | David Boreanaz        | Angel                   | Angel                      | Angel                               |               |
| Richard Dean Anderson | Jack O’Neill          | Csillagkapu             | Stargate SG-1              |                                     |               |
| Jason Behr            | Max Evans             | Roswell                 | Roswell                    |                                     |               |
| Ben Browder           | John Crichton         | Csillagközi szökevények | Farscape                   |                                     |               |
| Eric Close            | Michael Wiseman       |                         | Now and Again              |                                     |               |
| Patrick Stewart       | Ebenezer Scrooge      | Karácsonyi ének         | A Christmas Carol          |                                     |               |

### 2000-es évek
| Év                    | Színész               | Színész                                     | Szerep                                  | Magyar cím                     | Eredeti cím |
| 2000 27. gála         |                       |                                             |                                         |                                |             |
| --------------------- | --------------------- | ------------------------------------------- | --------------------------------------- | ------------------------------ | ----------- |
| 2000 27. gála         |                       | Robert Patrick                              | John Doggett                            | X-akták                        | The X-Files |
| 2000 27. gála         | Richard Dean Anderson | Jack O’Neill                                | Csillagkapu                             | Stargate SG-1                  |             |
| 2000 27. gála         | Jason Behr            | Max Evans                                   | Roswell                                 | Roswell                        |             |
| 2000 27. gála         | David Boreanaz        | Angel                                       | Angel                                   | Angel                          |             |
| 2000 27. gála         | Ben Browder           | John Crichton                               | Csillagközi szökevények                 | Farscape                       |             |
| 2000 27. gála         | Kevin Sorbo           | Dylan Hunt                                  | Androméda                               | Andromeda                      |             |
| 2001 28. gála         |                       |                                             |                                         |                                |             |
|                       | Ben Browder           | John Crichton                               | Csillagközi szökevények                 | Farscape                       |             |
| Richard Dean Anderson | Jack O’Neill          | Csillagkapu                                 | Stargate SG-1                           |                                |             |
| Scott Bakula          | Jonathan Archer       | Star Trek: Enterprise                       | Star Trek: Enterprise                   |                                |             |
| David Boreanaz        | Angel                 | Angel                                       | Angel                                   |                                |             |
| Robert Patrick        | John Doggett          | X-akták                                     | The X-Files                             |                                |             |
| Tom Welling           | Clark Kent            | Smallville                                  | Smallville                              |                                |             |
| 2002 29. gála         |                       |                                             |                                         |                                |             |
|                       | David Boreanaz        | Angel                                       | Angel                                   | Angel                          |             |
| Richard Dean Anderson | Jack O’Neill          | Csillagkapu                                 | Stargate SG-1                           |                                |             |
| Scott Bakula          | Jonathan Archer       | Star Trek: Enterprise                       | Star Trek: Enterprise                   |                                |             |
| Ben Browder           | John Crichton         | Csillagközi szökevények                     | Farscape                                |                                |             |
| Anthony Michael Hall  | Johnny Smith          | Holtsáv                                     | The Dead Zone                           |                                |             |
| Tom Welling           | Clark Kent            | Smallville                                  | Smallville                              |                                |             |
| 2003 30. gála         |                       |                                             |                                         |                                |             |
|                       | David Boreanaz        | Angel                                       | Angel                                   | Angel                          |             |
| Richard Dean Anderson | Jack O’Neill          | Csillagkapu                                 | Stargate SG-1                           |                                |             |
| Michael Shanks        | Dr. Daniel Jackson    | Csillagkapu                                 | Stargate SG-1                           |                                |             |
| Scott Bakula          | Jonathan Archer       | Star Trek: Enterprise                       | Star Trek: Enterprise                   |                                |             |
| Michael Vartan        | Michael Vaughn        | Alias                                       | Alias                                   |                                |             |
| Tom Welling           | Clark Kent            | Smallville                                  | Smallville                              |                                |             |
| 2004 31. gála         |                       |                                             |                                         |                                |             |
|                       | Ben Browder           | John Crichton                               | Csillagközi szökevények: Harc a békéért | Farscape: The Peacekeeper Wars |             |
| Richard Dean Anderson | Jack O’Neill          | Csillagkapu                                 | Stargate SG-1                           |                                |             |
| Matthew Fox           | Jack Shephard         | Lost – Eltűntek                             | Lost                                    |                                |             |
| Julian McMahon        | Dr. Christian Troy    | Kés/Alatt                                   | Nip/Tuck                                |                                |             |
| Tom Welling           | Clark Kent            | Smallville                                  | Smallville                              |                                |             |
| Noah Wyle             | Flynn Carsen          | Titkok könyvtára – A Szent Lándzsa küldetés | The Librarian: Quest for the Spear      |                                |             |
| 2005 32. gála         |                       |                                             |                                         |                                |             |
|                       | Matthew Fox           | Jack Shephard                               | Lost – Eltűntek                         | Lost                           |             |
| Ben Browder           | Cameron Mitchell      | Csillagkapu                                 | Stargate SG-1                           |                                |             |
| William Fichtner      | Tom Underlay seriff   | Rejtélyek városa                            | Invasion                                |                                |             |
| Julian McMahon        | Dr. Christian Troy    | Kés/Alatt                                   | Nip/Tuck                                |                                |             |
| Wentworth Miller      | Michael Scofield      | A szökés                                    | Prison Break                            |                                |             |
| Tom Welling           | Clark Kent            | Smallville                                  | Smallville                              |                                |             |
| 2006 33. gála         |                       |                                             |                                         |                                |             |
|                       | Michael C. Hall       | Dexter Morgan                               | Dexter                                  | Dexter                         |             |
| Matt Dallas           | Kyle Trager           | Kyle, a rejtélyes idegen                    | Kyle XY                                 |                                |             |
| Matthew Fox           | Jack Shephard         | Lost – Eltűntek                             | Lost                                    |                                |             |
| Edward James Olmos    | William Adama         | Csillagközi romboló                         | Battlestar Galactica                    |                                |             |
| Kiefer Sutherland     | Jack Bauer            | 24                                          | 24                                      |                                |             |
| Noah Wyle             | Flynn Carsen          | Titkok könyvtára – A Szent Lándzsa küldetés | The Librarian: Quest for the Spear      |                                |             |
| 2007 34. gála         |                       |                                             |                                         |                                |             |
|                       | Matthew Fox           | Jack Shephard                               | Lost – Eltűntek                         | Lost                           |             |
| Matt Dallas           | Kyle Trager           | Kyle, a rejtélyes idegen                    | Kyle XY                                 |                                |             |
| Michael C. Hall       | Dexter Morgan         | Dexter                                      | Dexter                                  |                                |             |
| Kevin McKidd          | Dan Vasser            | Az utazó                                    | Journeyman                              |                                |             |
| Edward James Olmos    | William Adama         | Csillagközi romboló                         | Battlestar Galactica                    |                                |             |
| Lee Pace              | Ned                   | Halottnak a csók                            | Pushing Daisies                         |                                |             |
| 2008 35. gála         |                       |                                             |                                         |                                |             |
|                       | Edward James Olmos    | William Adama                               | Csillagközi romboló                     | Battlestar Galactica           |             |
| Bryan Cranston        | Walter White          | Breaking Bad – Totál szívás                 | Breaking Bad                            |                                |             |
| Matthew Fox           | Jack Shephard         | Lost – Eltűntek                             | Lost                                    |                                |             |
| Michael C. Hall       | Dexter Morgan         | Dexter                                      | Dexter                                  |                                |             |
| Timothy Hutton        | Nathan Ford           | Lépéselőnyben                               | Leverage                                |                                |             |
| Noah Wyle             | Flynn Carsen          | Titkok könyvtára – A Szent Lándzsa küldetés | The Librarian: Quest for the Spear      |                                |             |
| 2009 36. gála         |                       |                                             |                                         |                                |             |
|                       | Josh Holloway         | James „Sawyer” Ford                         | Lost – Eltűntek                         | Lost                           |             |
| Bryan Cranston        | Walter White          | Breaking Bad – Totál szívás                 | Breaking Bad                            |                                |             |
| Matthew Fox           | Jack Shephard         | Lost – Eltűntek                             | Lost                                    |                                |             |
| Michael C. Hall       | Dexter Morgan         | Dexter                                      | Dexter                                  |                                |             |
| Zachary Levi          | Chuck Bartowski       | Chuck                                       | Chuck                                   |                                |             |
| Stephen Moyer         | Bill Compton          | True Blood – Inni és élni hagyni            | True Blood                              |                                |             |
| David Tennant         | Doctor                | Ki vagy, doki?                              | Doctor Who                              |                                |             |

### 2010-es évek
| Év               | Színész                      | Színész                                         | Szerep                                     | Magyar cím                       | Eredeti cím |
| 2010 37. gála    |                              |                                                 |                                            |                                  |             |
| ---------------- | ---------------------------- | ----------------------------------------------- | ------------------------------------------ | -------------------------------- | ----------- |
| 2010 37. gála    |                              | Stephen Moyer                                   | Bill Compton                               | True Blood – Inni és élni hagyni | True Blood  |
| 2010 37. gála    | Bryan Cranston               | Walter White                                    | Breaking Bad – Totál szívás                | Breaking Bad                     |             |
| 2010 37. gála    | Matthew Fox                  | Jack Shephard                                   | Lost – Eltűntek                            | Lost                             |             |
| 2010 37. gála    | Michael C. Hall              | Dexter Morgan                                   | Dexter                                     | Dexter                           |             |
| 2010 37. gála    | Timothy Hutton               | Nathan Ford                                     | Lépéselőnyben                              | Leverage                         |             |
| 2010 37. gála    | Andrew Lincoln               | Rick Grimes                                     | The Walking Dead                           | The Walking Dead                 |             |
| 2011 38. gála    |                              |                                                 |                                            |                                  |             |
|                  | Bryan Cranston               | Walter White                                    | Breaking Bad – Totál szívás                | Breaking Bad                     |             |
| Sean Bean        | Eddard „Ned” Stark           | Trónok harca                                    | Game of Thrones                            |                                  |             |
| Michael C. Hall  | Dexter Morgan                | Dexter                                          | Dexter                                     |                                  |             |
| Timothy Hutton   | Nathan Ford                  | Lépéselőnyben                                   | Leverage                                   |                                  |             |
| Dylan McDermott  | Ben Harmon                   | Amerikai Horror Story                           | American Horror Story                      |                                  |             |
| Noah Wyle        | Tom Mason                    | Éghasadás                                       | Falling Skies                              |                                  |             |
| 2012 39. gála    |                              |                                                 |                                            |                                  |             |
|                  | Bryan Cranston               | Walter White                                    | Breaking Bad – Totál szívás                | Breaking Bad                     |             |
| Kevin Bacon      | Ryan Hardy                   | Gyilkos hajsza                                  | The Following                              |                                  |             |
|                  | Billy Burke                  | Miles Matheson                                  | Revolution                                 | Revolution                       |             |
| Michael C. Hall  | Dexter Morgan                | Dexter                                          | Dexter                                     |                                  |             |
| Timothy Hutton   | Nathan Ford                  | Lépéselőnyben                                   | Leverage                                   |                                  |             |
| Joshua Jackson   | Peter Bishop                 | A rejtély                                       | Fringe                                     |                                  |             |
| Andrew Lincoln   | Rick Grimes                  | The Walking Dead                                | The Walking Dead                           |                                  |             |
| 2013 40. gála    |                              |                                                 |                                            |                                  |             |
|                  | Mads Mikkelsen               | Dr. Hannibal Lecter                             | Hannibal                                   | Hannibal                         |             |
| Kevin Bacon      | Ryan Hardy                   | Gyilkos hajsza                                  | The Following                              |                                  |             |
| Bryan Cranston   | Walter White                 | Breaking Bad – Totál szívás                     | Breaking Bad                               |                                  |             |
| Hugh Dancy       | Will Graham                  | Hannibal                                        | Hannibal                                   |                                  |             |
| Freddie Highmore | Norman Bates                 | Bates Motel – Psycho a kezdetektől              | Bates Motel                                |                                  |             |
| James Spader     | Raymond „Red” Reddington     | Feketelista                                     | The Blacklist                              |                                  |             |
| Noah Wyle        | Tom Mason                    | Éghasadás                                       | Falling Skies                              |                                  |             |
| 2014 41. gála    |                              |                                                 |                                            |                                  |             |
|                  | Hugh Dancy                   | Will Graham                                     | Hannibal                                   | Hannibal                         |             |
| Andrew Lincoln   | Rick Grimes                  | The Walking Dead                                | The Walking Dead                           |                                  |             |
|                  | Grant Gustin                 | Barry Allen / Flash                             | Flash – A Villám                           | The Flash                        |             |
| Tobias Menzies   | Frank Randall / Jack Randall | Outlander – Az idegen                           | Outlander                                  |                                  |             |
| Mads Mikkelsen   | Dr. Hannibal Lecter          | Hannibal                                        | Hannibal                                   |                                  |             |
| Noah Wyle        | Tom Mason                    | Éghasadás                                       | Falling Skies                              |                                  |             |
| 2015 42. gála    |                              |                                                 |                                            |                                  |             |
|                  | Bruce Campbell               | Ash Williams                                    | Ash vs Evil Dead                           | Ash vs Evil Dead                 |             |
| Charlie Cox      | Fenegyerek                   | Daredevil                                       | Daredevil                                  |                                  |             |
| Matt Dillon      | Ethan Burke                  | Wayward Pines                                   | Wayward Pines                              |                                  |             |
| David Duchovny   | Fox Mulder                   | X-akták                                         | The X-Files                                |                                  |             |
| Grant Gustin     | Barry Allen / Flash          | Flash – A Villám                                | The Flash                                  |                                  |             |
| Sam Heughan      | Jamie Fraser                 | Outlander – Az idegen                           | Outlander                                  |                                  |             |
| Andrew Lincoln   | Rick Grimes                  | The Walking Dead                                | The Walking Dead                           |                                  |             |
| Mads Mikkelsen   | Dr. Hannibal Lecter          | Hannibal                                        | Hannibal                                   |                                  |             |
| 2016 43. gála    |                              |                                                 |                                            |                                  |             |
|                  | Andrew Lincoln               | Rick Grimes                                     | The Walking Dead                           | The Walking Dead                 |             |
| Bruce Campbell   | Ash Williams                 | Ash vs Evil Dead                                | Ash vs Evil Dead                           |                                  |             |
| Mike Colter      | Luke Cage                    | Luke Cage                                       | Luke Cage                                  |                                  |             |
| Charlie Cox      | Fenegyerek                   | Daredevil                                       | Daredevil                                  |                                  |             |
| Grant Gustin     | Barry Allen / Flash          | Flash – A Villám                                | The Flash                                  |                                  |             |
| Sam Heughan      | Jamie Fraser                 | Outlander – Az idegen                           | Outlander                                  |                                  |             |
| Freddie Highmore | Norman Bates                 | Bates Motel – Psycho a kezdetektől              | Bates Motel                                |                                  |             |
| 2017 44. gála    |                              |                                                 |                                            |                                  |             |
|                  | Kyle MacLachlan              | Dale Cooper                                     | Twin Peaks                                 | Twin Peaks: The Return           |             |
| Jon Bernthal     | Frank Castle / Megtorló      | A Megtorló                                      | The Punisher                               |                                  |             |
| Bruce Campbell   | Ash Williams                 | Ash vs Evil Dead                                | Ash vs Evil Dead                           |                                  |             |
| Sam Heughan      | Jamie Fraser                 | Outlander – Az idegen                           | Outlander                                  |                                  |             |
| Jason Isaacs     | Gabriel Lorca kapitány       | Star Trek: Discovery                            | Star Trek: Discovery                       |                                  |             |
| Andrew Lincoln   | Rick Grimes                  | The Walking Dead                                | The Walking Dead                           |                                  |             |
| Seth MacFarlane  | Ed Mercer                    | Az Orville: Új horizontok                       | The Orville                                |                                  |             |
| Ricky Whittle    | Árnyék (Shadow Moon)         | Amerikai istenek                                | American Gods                              |                                  |             |
| 2018/19 45. gála |                              |                                                 |                                            |                                  |             |
| Kábel / Hálózat  |                              |                                                 |                                            |                                  |             |
|                  | Sam Heughan                  | Jamie Fraser                                    | Outlander – Az idegen                      | Outlander                        |             |
| Grant Gustin     | Barry Allen / Flash          | Flash – A Villám                                | The Flash                                  |                                  |             |
| Kit Harington    | Havas Jon                    | Trónok harca                                    | Game of Thrones                            |                                  |             |
| Andrew Lincoln   | Rick Grimes                  | The Walking Dead                                | The Walking Dead                           |                                  |             |
| Seth MacFarlane  | Ed Mercer                    | Az Orville: Új horizontok                       | The Orville                                |                                  |             |
| Bill Pullman     | Harry Ambrose                | A tettes                                        | The Sinner                                 |                                  |             |
| Jeffrey Wright   | Bernard Lowe                 | Westworld                                       | Westworld                                  |                                  |             |
| Streaming        |                              |                                                 |                                            |                                  |             |
|                  | Henry Thomas                 | Hugh Crain                                      | A Hill-ház szelleme                        | The Haunting of Hill House       |             |
| Penn Badgley     | Joe Goldberg                 | Te                                              | You                                        |                                  |             |
| Jon Bernthal     | Frank Castle / Megtorló      | A Megtorló                                      | The Punisher                               |                                  |             |
| Charlie Cox      | Matt Murdock / Fenegyerek    | Daredevil                                       | Daredevil                                  |                                  |             |
| Zac Efron        | Ted Bundy                    | Átkozottul veszett, sokkolóan gonosz és hitvány | Extremely Wicked, Shockingly Evil and Vile |                                  |             |
| John Krasinski   | Jack Ryan                    | Jack Ryan                                       | Tom Clany's Jack Ryan                      |                                  |             |
| David Tennant    | Crowley                      | Elveszett próféciák                             | Good Omens                                 |                                  |             |
| 2019/20 46. gála |                              |                                                 |                                            |                                  |             |
|                  | Patrick Stewart              | Jean-Luc Picard                                 | Star Trek: Picard                          | Star Trek: Picard                |             |
| Henry Cavill     | Ríviai Geralt                | Vaják                                           | The Witcher                                |                                  |             |
| Mike Colter      | David Acosta                 |                                                 | Evil                                       |                                  |             |
| Grant Gustin     | Barry Allen / Flash          | Flash – A Villám                                | The Flash                                  |                                  |             |
| Sam Heughan      | Jamie Fraser                 | Outlander – Az idegen                           | Outlander                                  |                                  |             |
| Jonathan Majors  | Atticus "Tic" Freeman        | Lovecraft Country                               | Lovecraft Country                          |                                  |             |
| Bob Odenkirk     | Jimmy McGill / Saul Goodman  | Better Call Saul                                | Better Call Saul                           |                                  |             |

### 2020-as évek
| Év                         | Színész                | Színész                             | Szerep                              | Magyar cím                        | Eredeti cím      |
| 2021/22 50. gála           |                        |                                     |                                     |                                   |                  |
| 2021/22 50. gála           | Kábel / Hálózat        | Kábel / Hálózat                     | Kábel / Hálózat                     | Kábel / Hálózat                   | Kábel / Hálózat  |
| -------------------------- | ---------------------- | ----------------------------------- | ----------------------------------- | --------------------------------- | ---------------- |
| 2021/22 50. gála           |                        | Bob Odenkirk                        | Saul Goodman                        | Better Call Saul                  | Better Call Saul |
| 2021/22 50. gála           | Colman Domingo         | Victor Strand                       | Fear the Walking Dead               | Fear the Walking Dead             |                  |
| 2021/22 50. gála           | Chiwetel Ejiofor       | Faraday                             |                                     | The Man Who Fell to Earth         |                  |
| 2021/22 50. gála           | Michael C. Hall        | Dexter Morgan                       |                                     | Dexter: New Blood                 |                  |
| 2021/22 50. gála           | Sam Heughan            | Jamie Fraser                        | Outlander – Az idegen               | Outlander                         |                  |
| 2021/22 50. gála           | Tyler Hoechlin         | Clark Kent / Superman               | Superman és Lois                    | Superman & Lois                   |                  |
| 2021/22 50. gála           | Harold Perrineau       | Boyd Stevens                        | Kiút                                | From                              |                  |
| 2021/22 50. gála           | Streaming              |                                     |                                     |                                   |                  |
| 2021/22 50. gála           |                        | Oscar Isaac                         | Marc Spector / Holdlovag            | Holdlovag                         | Moon Knight      |
| 2021/22 50. gála           | Tom Hiddleston         | Loki Laufeyson                      | Loki                                | Loki                              |                  |
| 2021/22 50. gála           | Anthony Mackie         | Sam Wilson / Sólyom                 | A Sólyom és a Tél Katonája          | The Falcon and the Winter Soldier |                  |
| 2021/22 50. gála           | Ewan McGregor          | Obi-Wan Kenobi                      | Obi-Wan Kenobi                      | Obi-Wan Kenobi                    |                  |
| 2021/22 50. gála           | Anson Mount            | Christopher Pike                    | Star Trek: Különös új világok       | Star Trek: Strange New Worlds     |                  |
| 2021/22 50. gála           | Adam Scott             | Mark Scout                          | Különválás                          | Severance                         |                  |
| 2021/22 50. gála           | Antony Starr           | John / Hazafi                       | A fiúk                              | The Boys                          |                  |
| 2022/23 51. gála           |                        |                                     |                                     |                                   |                  |
|                            | Patrick Stewart        | Jean-Luc Picard                     | Star Trek: Picard                   | Star Trek: Picard                 |                  |
| Sam Heughan                | Jamie Fraser           | Outlander – Az idegen               | Outlander                           |                                   |                  |
| Tyler Hoechlin             | Clark Kent / Superman  | Superman és Lois                    | Superman & Lois                     |                                   |                  |
| Diego Luna                 | Cassian Andor          | Andor                               | Andor                               |                                   |                  |
| Anson Mount                | Christopher Pike       | Star Trek: Különös új világok       | Star Trek: Strange New Worlds       |                                   |                  |
| Pedro Pascal               | Joel                   | The Last of Us                      | The Last of Us                      |                                   |                  |
| Harold Perrineau           | Boyd Stevens           | Kiút                                | From                                |                                   |                  |
| 2023/24 52. gála           |                        |                                     |                                     |                                   |                  |
|                            | Colin Farrell          | Oswald "Oz" Cobb / Pingvin          | Pingvin                             | The Penguin                       |                  |
| Walton Goggins             | Cooper Howard / A Ghúl | Fallout                             | Fallout                             |                                   |                  |
| Jon Hamm                   | Roy Tillman seriff     | Fargo                               | Fargo                               |                                   |                  |
| Andrew Lincoln             | Rick Grimes            | The Walking Dead: The Ones Who Live | The Walking Dead: The Ones Who Live |                                   |                  |
| Norman Reedus              | Daryl Dixon            | The Walking Dead: Daryl Dixon       | The Walking Dead: Daryl Dixon       |                                   |                  |
| Kurt Russell Wyatt Russell | Lee Shaw               | Monarch: A szörnyek hagyatéka       | Monarch: Legacy of Monsters         |                                   |                  |
| Harold Perrineau           | Boyd Stevens           | Kiút                                | From                                |                                   |                  |

## Rekordok

### Többszörös győzelmek
3 győzelem
- David Boreanaz (ebből kettő egymást követő évben)
- Patrick Stewart

2 győzelem
- Ben Browder
- Bryan Cranston (egymást követő évben)
- Matthew Fox
- Andrew Lincoln

### Többszörös jelölések
| 2 jelölés - Kevin Bacon - Jason Behr - Jon Bernthal - Nicholas Brendon - Eric Close - Matt Dallas - Hugh Dancy - Lance Henriksen - Freddie Highmore - Tyler Hoechlin - Seth MacFarlane - Julian McMahon - Anson Mount - Stephen Moyer - Bob Odenkirk - Mike Colter - David Tennant | 3 jelölés - Scott Bakula - Charlie Cox - Bruce Campbell - Mads Mikkelsen - Edward James Olmos - Harold Perrineau 4 jelölés - David Duchovny - Timothy Hutton - Patrick Stewart 5 jelölés - David Boreanaz - Grant Gustin - Tom Welling | 6 jelölés - Ben Browder - Bryan Cranston - Matthew Fox - Noah Wyle 7 jelölés - Sam Heughan 8 jelölés - Richard Dean Anderson - Michael C. Hall - Andrew Lincoln |

## Fordítás
- Ez a szócikk részben vagy egészben  a   Saturn Award for Best Actor on Television című angol Wikipédia-szócikk ezen változatának fordításán alapul.  Az eredeti cikk szerkesztőit annak laptörténete sorolja fel. Ez a jelzés csupán a megfogalmazás eredetét és a szerzői jogokat jelzi, nem szolgál a cikkben szereplő információk forrásmegjelöléseként.